# العلاقات البيروية الطاجيكستانية
العلاقات البيروفية الطاجيكستانية هي العلاقات الثنائية التي تجمع بين بيرو وطاجيكستان.

## مقارنة بين البلدين
هذه مقارنة عامة ومرجعية للدولتين:
| وجه المقارنة                                              | بيرو                                   | طاجيكستان                          |
| --------------------------------------------------------- | -------------------------------------- | ---------------------------------- |
| المساحة (كم2)                                             | 1.29 مليون                             | 143.10 ألف                         |
| عدد السكان (نسمة)                                         | 32.16 مليون                            | 8.92 مليون                         |
| الكثافة السكانية (ن./كم²)                                 | 24.93                                  | 62.33                              |
| العاصمة                                                   | ليما                                   | دوشنبه                             |
| اللغة الرسمية                                             | اللغة الإسبانية، اللغة الأيمرية، كتشوا | اللغة الطاجيكية                    |
| العملة                                                    | سول بيروفي جديد                        | ساماني طاجيكي، الروبل الطاجيكستاني |
| الناتج المحلي الإجمالي (بليون دولار)                      | 211.39 مليار                           | 7.15 مليار                         |
| الناتج المحلي الإجمالي (تعادل القوة الشرائية) بليون دولار | 393.13 مليار                           | 24.03 مليار                        |
| الناتج المحلي الإجمالي الاسمي للفرد دولار أمريكي          | 6.03 ألف                               | 925                                |
| الناتج المحلي الإجمالي للفرد دولار أمريكي                 | 11.99 ألف                              | 2.69 ألف                           |
| مؤشر التنمية البشرية                                      | 0.740                                  | 0.624                              |
| رمز المكالمات الدولي                                      | +51                                    | +992                               |
| رمز الإنترنت                                              | .pe                                    | .tj                                |
| المنطقة الزمنية                                           | توقيت بيرو، 00                         | ت ع م+05:00                        |

## منظمات دولية مشتركة
يشترك البلدان في عضوية مجموعة من المنظمات الدولية، منها:
| علم المنظمة | اسم المنظمة                        | تاريخ انضمام بيرو | تاريخ انضمام طاجيكستان |
| ----------- | ---------------------------------- | ----------------- | ---------------------- |
|             | مؤسسة التنمية الدولية              | 30 أغسطس 1961     | 4 يونيو 1993           |
|             | مؤسسة التمويل الدولية              | 20 يوليو 1956     | 2 ديسمبر 1994          |
|             | منظمة حظر الأسلحة الكيميائية       | ?                 | ?                      |
|             | الأمم المتحدة                      | 31 أكتوبر 1945    | 2 مارس 1992            |
|             | الاتحاد الدولي للاتصالات           | 12 يوليو 1915     | 28 أبريل 1994          |
|             | منظمة الشرطة الجنائية الدولية      | ?                 | ?                      |
|             | البنك الدولي للإنشاء والتعمير      | 31 ديسمبر 1945    | 4 يونيو 1993           |
|             | الاتحاد البريدي العالمي            | ?                 | ?                      |
|             | وكالة ضمان الاستثمار متعدد الأطراف | 2 ديسمبر 1991     | 9 ديسمبر 2002          |
|             | يونسكو                             | 21 نوفمبر 1946    | 6 أبريل 1993           |
|             | الفريق المعني برصد الأرض           | ?                 | ?                      |

## وصلات خارجية
- موقع وزارة الخارجية البيروفية